# Џока
Џока је врста мушке и женске ношње. Или је дуга као капут или је кратка као гуњ. Израђује се од грубог сукна, постоји верзија и без рукава. Друго значење је стара, неугледна горња одећа уопште.